# Băleni
Băleni est une commune de Moldavie roumaine, dans le județ de Galați.

## Politique
| Parti | Parti                                      | Sièges |
| ----- | ------------------------------------------ | ------ |
|       | Parti social-démocrate (PSD)               | 7      |
|       | Parti national libéral (PNL)               | 2      |
|       | Alliance des libéraux et démocrates (ALDE) | 1      |
|       | Parti social roumaine (PSR)                | 1      |